# یاسنوگورسک، اوبلاست تولا
شهر یاسنوگورسک، اوبلاست تولا (به روسی: Ясногорск) در کشور روسیه و در اوبلاست تولا واقع شده‌است.